# Runenstein von Tryggevælde

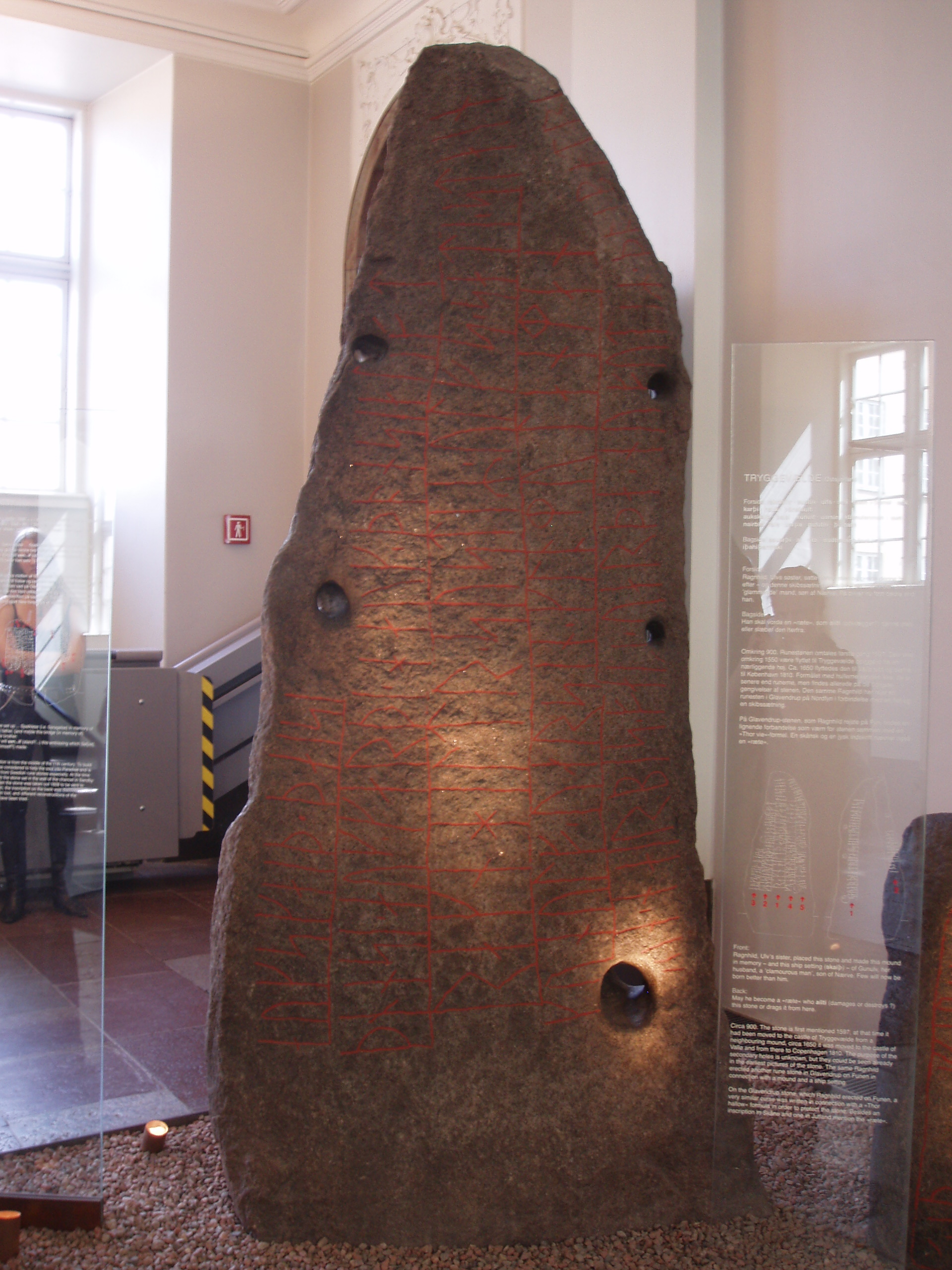
Runenstein von Tryggevælde

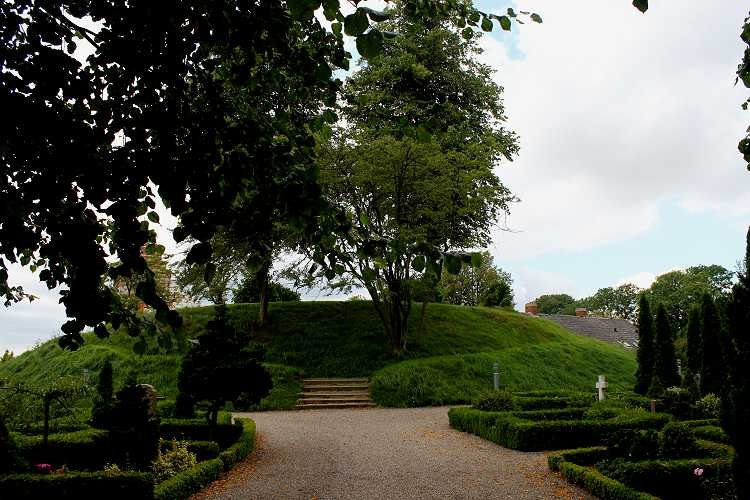
Hothers Høj

Der auf 900 bis 950 n. Chr. datierte Runenstein von Tryggevælde (DR 230; DK Sj 82) ist aus Granit und einer der frühesten bekanntgewordenen Runensteine Dänemarks. Der 3,25 m hohe, 1,24 m breite und 30 bis 45 cm dicke Stein aus der älteren Wikingerzeit wurde bereits 1597 erwähnt und soll etwa 50 Jahre früher auf einem Hügel in der Nähe des Tryggevælde-Hofes gefunden worden sein. Um 1550 wurde er nach Tryggevellet Borggård verlegt. 100 Jahre später wurde er an die Brücke von Vallø versetzt. 1810 wurde der Stein nach Kopenhagen gebracht und  auf dem Trinitatis-Friedhof aufgestellt. 1867 kam er ins Nationalmuseum in Kopenhagen, wo er heute noch steht. Die Löcher im Stein werden als "Rutschlöcher" interpretiert, die von den diversen Transporten des Steines stammen.
Der 13 bis 25 cm hohe Runentext lautet transkribiert:
raknhiltr ' sustiR ' ulfs ' sati ' stain þnnsi ' auk ' karþi ' hauk ' þonsi auft ' auk skaiþ ' þaisi ' kunulf ' uar sin ' klomulan man (s)un ' nairbis ' faiR ' uarþa ' nu futiR ' þoi batri ' 
 sa uarþi ' at (') rita ' is ailti? stain þonsi iþa hiþan traki.
und in Übersetzung:
Ragnhildr, Ulfrs Schwester, setzte diesen Stein und machte diesen Hügel und diese Schiffssetzung zum Gedenken an ihren Mann Gunnulfr, einen glanzvollen Mann, Nerfirs Sohn. Wenige wurden besser geboren als er.
Auf der Rückseite steht: 
Ein „Narr“ ist derjenige, der diesen Stein beschädigt oder ihn entfernt.
Diese Schutzformel ist fast identisch mit der auf dem Runenstein von Glavendrup, aber die Bedeutung des Verbs * ælti und der Bezeichnung *ræte ist umstritten. Der Glavendrupstein auf Fünen wurde von der gleichen Ragnhild für einen Alle gesetzt. Ragnhild war wahrscheinlich zweimal verheiratet und gehörte zur Spitze der Gesellschaft. Der Stein wurde wahrscheinlich vom Runenmeister Sote geritzt, dem drei Runensteine zugeschrieben werden: der Tryggevælde Stein sowie der Rønningestenen und der Glavendrup Stein, letztere beide auf Fünen. Es ist unklar, in welcher Reihenfolge die Steine geritzt wurden.
Der Stein soll ursprünglich von dem nahegelegenen Hothers Høj (auch Kirkehøj oder Kong Hothers Høj genannt) auf dem Friedhof der Hårlev Kirke in Hårlev bei Køge auf der dänischen Insel Seeland stammen. Die Inschrift auf dem Stein erwähnt eine Schiffssetzung, so dass der Stein wie der Glavendrupstein ein Stevenstein war.